# 曹泰 (景泰進士)
曹泰（1429年—？），字以安，直隸松江府華亭縣人，軍籍，明朝學者。景泰五年進士。

## 生平
應天府鄉試第一百四十六名。景泰五年（1454年）甲戌科會試第九十九名，殿試登進士第三甲第一百一十六名。不仕。

## 家族
曾祖父曹富義。祖父曹楚暘。父曹琛。
有從弟 曹時中 ，成化進士，官至浙江副使。時人稱二人為「富林二曹」。